# Amdy Faye
Pour les articles homonymes, voir Faye.
Amdy Moustapha Faye est un footballeur International sénégalais né le 12 mars 1977 à Dakar au Sénégal. Il joue au poste de milieu de terrain défensif.

## Ses débuts
Évoluant dans les équipes de jeunes de l'AS Monaco il quitte le club pour gagner du temps de jeu et s'engage avec l'ES Fréjus qui évolue en National 1 (groupe B). À l'issue de sa première saison il dispute 22 rencontres (avec deux buts à la clé) et Fréjus termine 8e. La saison suivante il s'affirme un peu plus en prenant part à 27 rencontres et en inscrivant 4 buts. Fréjus est ainsi promu en National qui possède désormais une poule unique. Au cours de cette saison 1997-1998, Fréjus finit dernier du classement mais Amdy Faye est toujours aussi régulier (22 matchs, 5 buts) ce qui attire l'œil de clubs plus huppés. C'est ainsi qu'il est recruté par l'AJ Auxerre à l'été 1998. 

## Avec l'AJ Auxerre
Recruté par l'AJ Auxerre, Amdy Faye passe la saison 1998-1999 avec l'équipe réserve de l'AJ Auxerre qui termine première du Groupe A en CFA. Il remporte dans la foulée le titre de champion de France des réserves professionnelles. La saison suivante, il fait ses débuts en Division 1. Le samedi 27 novembre 1999, lors de la 17e journée du championnat il joue avec l'AJ Auxerre à Rennes (défaite 1-0). Cette même saison il disputera deux autres matchs en D1. Le reste de la saison il évolue en CFA (à nouveau première du groupe A). C'est lors de la saison 2000-2001 qu'il s'affirme en D1. Il prend part à 23 matchs et inscrit son premier but chez les professionnels. Il enchaîne avec une saison correcte en 2001-2002 (20 matchs) qui voit finir l’AJA sur la dernière marche du podium en championnat avant d'exploser lors de la saison 2002-2003. En championnat il dispute presque tous les matchs (35 sur un total de 38 avec deux buts), participe à tous les matchs de Ligue des champions de l’AJA prenant part à la victoire 2-1 d'Auxerre contre Arsenal à Highbury qui restera pour l'éternité comme la seule victoire française dans ce stade. Cette saison s'achève en apothéose avec la victoire en Coupe de France face au Paris Saint-Germain. Ses performances attirent alors les clubs étrangers et Amdy Faye quitte Auxerre pour rejoindre l'Angleterre et Portsmouth.

## En Angleterre
En août 2003, il s'engage avec Portsmouth pour 1,5 million de livres. Il débute avec les Pompeys par une victoire à domicile contre Aston Villa. Mais en octobre 2003, il se blesse au genou et est indisponible pendant trois mois. Il reprend donc au mois de décembre 2003 mais après trois matchs il rechute et est à nouveau indisponible. Malgré ses blessures il dispute 27 matchs et des clubs tels que Fulham, Aston Villa et Newcastle le convoitent. En janvier 2005 il est transféré à Newcastle. Mais il ne reste qu'un an et demi chez les magpies puisqu'à l'été 2006 il s'engage avec Charlton. Le 20 janvier 2007 il inscrit son premier but en Premier League contre Portsmouth qui fut son premier club en Angleterre. En août de cette même année il est prêté pour une saison aux Glasgow Rangers où il ne jouera que 6 matchs en tout. Son retour à Charlton ne fut pas long, puisqu'à l'été 2008, il s'engage avec le club de Stoke City. Il fait sa première apparition lors de la victoire de son club 3-2 face à Aston Villa. Cette saison-là il jouera 21 matchs de championnat, mais lors de la saison 2009/2010 les blessures s'enchainent et il ne participera qu'à un seul match, en Coupe de la Ligue face à Leyton Orient (victoire 1-0). Le club résilie son contrat à la fin de la saison. Le 9 septembre 2010 il signe un contrat qui s'étend jusqu'à janvier 2011 avec le club de Leeds United, avec une option d'extension de contrat qui n'est pas utilisé laissant Faye sans club.

## Avec le Sénégal
Avec les Lions de le Teranga Amdy Faye atteint la finale de Coupe d'Afrique des nations de football 2002. Il rentre à la 91e minute lors de la finale. Le Sénégal s'incline aux tirs au but et Faye manque le sien.
Il est ensuite retenu par le sélectionneur Bruno Metsu pour participer à la Coupe du monde de football 2002 organisée conjointement par le Japon et la Corée du Sud. Le Sénégal crée la sensation en battant lors du match d'ouverture l'équipe de France puis en se qualifiant pour les huitièmes de finale. Amdy Faye joue un quart d'heure lors du match Sénégal-Uruguay, puis est titularisé lors du huitième de finale contre la Suède. Ce sont ses deux seules apparitions lors de cette Coupe du monde. En 2004, à cause d'une blessure il rate la Coupe d'Afrique des nations de football 2004, mais participe à celle de 2006 terminant à la 4e place. Il totalise 34 sélections avec l'équipe du Sénégal.

## Statistiques par saison
| Saison      | Club             | Pays           | Championnat        | Coupes nationales | Coupes d’Europe        | Sélection |
| ----------- | ---------------- | -------------- | ------------------ | ----------------- | ---------------------- | --------- |
| 1997 - 1998 | ES Fréjus        | National       | 22 matchs / 5 buts | -                 | -                      | -         |
| 1998 - 1999 | AJ Auxerre       | Ligue 1        | -                  | -                 | -                      | -         |
| 1999 - 2000 | AJ Auxerre       | Ligue 1        | 3 matchs           | -                 | -                      | -         |
| 2000 - 2001 | AJ Auxerre       | Ligue 1        | 23 matchs / 1 but  | 2 matchs          | 7 matchs (C4)          | -         |
| 2001 - 2002 | AJ Auxerre       | Ligue 1        | 20 matchs          | 3 matchs          | -                      | 5 matchs  |
| 2002 - 2003 | AJ Auxerre       | Ligue 1        | 35 matchs / 2 buts | 6 matchs          | 8 + 4 matchs (C1 + C3) | 1 match   |
| 2003 - 2004 | Portsmouth FC    | Premier League | 27 matchs          | 4 matchs          | -                      | 3 matchs  |
| 2004 - 2005 | Portsmouth FC    | Premier League | 20 matchs          | 1 match           | -                      | -         |
| 2004 - 2005 | Newcastle United | Premier League | 9 matchs           | 3 matchs          | 5 matchs (C3)          | 2 matchs  |
| 2005 - 2006 | Newcastle United | Premier League | 22 matchs          | 2 matchs          | 4 matchs (C4)          | 7 matchs  |
| 2006 - 2007 | Charlton AFC     | Premier League | 28 matchs / 1 but  | 4 matchs          | -                      | -         |
| 2007 - 2008 | Charlton AFC     | Championship   | 1 match            | 1 match           | -                      | -         |
| 2007 - 2008 | Glasgow Rangers  | Premier League | 4 matchs           | 1 match           | 1 match (C1)           | -         |
| 2008 - 2009 | Stoke City       | Premier League | 21 matchs          | 1 match           | -                      | -         |
| 2009 - 2010 | Stoke City       | Premier League | -                  | 1 match           | -                      | -         |
| 2010 - 2011 | Leeds United     | Championship   | 6 matchs           | -                 | -                      | -         |

## Palmarès
- Vainqueur de la Coupe de France en 2003 avec l'AJ Auxerre
- Finaliste de la Coupe d'Afrique des Nations en 2002 avec le Sénégal